# 小泽征尔
小泽征尔（日语：／ Ozawa Seiji，1935年9月1日—2024年2月6日），日本指挥家。他在音樂界所被熟知的是他在波士頓交響樂團擔任音樂總監以及維也納國立歌劇院首席指揮時的工作，尤其是對大型慢板羅曼史的詮釋。其激動的指揮方式以及他幾乎不使用指揮棒的印象為人所知。

## 生平
1935年，小泽征尔生於滿洲國奉天市（今中國大陸辽宁省沈阳市）。其父親小澤開作是滿洲國的一名牙醫，也是華北組織新民會的主要創建人之一，曾居於北京新開胡同。小澤開作十分崇拜日本關東軍策畫918事變的少壯軍官板垣征四郎和石原莞爾，便從這兩人的名字中各取一字，即「征」與「爾」，而成了小澤征爾的名字。
1959年，小泽征尔在日本东京的桐朋學園短期大學向日本指挥教育家齋藤秀雄學音樂，毕业后去欧洲及美国深造。在法国留学时，获得这一年九月份贝桑松世界指挥比赛的冠军。
1960年，参加美国伯克郡音乐节指挥比赛并取得了第一名，并荣获库谢维茨基大奖。由此得以成为当时波士顿交响乐团常任指挥查理·明希的学生。半年后，小泽征尔在国际卡拉扬指挥比赛中获得第一名，根据前三名可成为卡拉扬弟子的赛规，他留在西德，师从赫伯特·冯·卡拉扬。

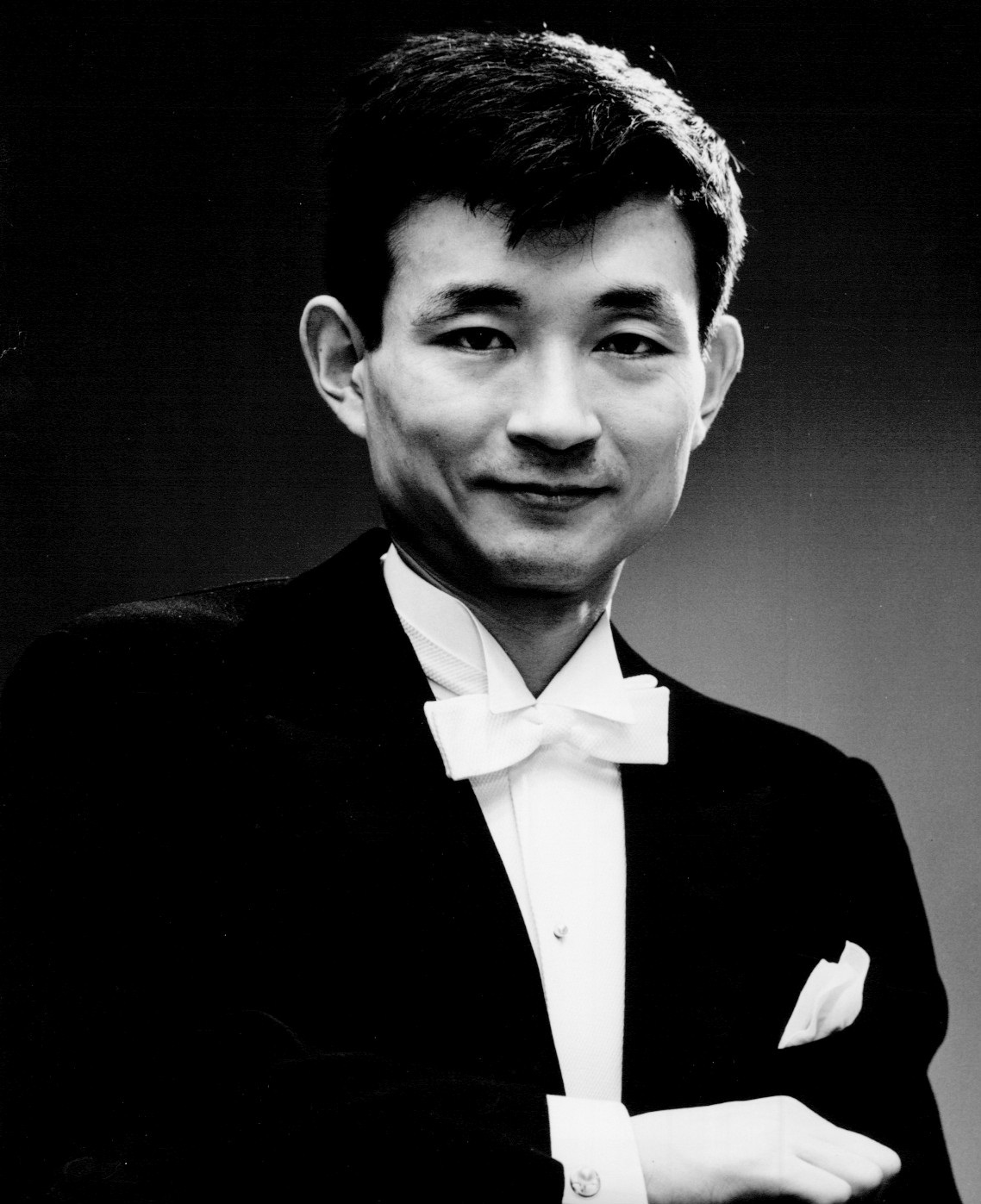
1963年的小泽征尔

1961年，成为伦纳德·伯恩斯坦在纽约爱乐管弦乐团的助手。同年在NHK交響樂團擔任指揮。1962年12月18日，小泽征尔與NHK交響樂團的衝突加劇，他提出訴訟控告NHK交響樂團不履行契約及毀損名譽。1963年1月17日，經由作曲家黛敏郎從中调节，NHK副理事阿部真之助與小澤會談，雙方達成和解。
小泽征尔于1965年到1970年任多伦多交响乐团的音乐指导。1969年到1976年任舊金山交响乐团的音乐总监。1973年到2002年任波士顿交响乐团的音乐总监。
小澤征爾曾在1976年造訪北京新開胡同69號的故居。1978年，他訪問北京與中國中央交響樂團合作。1979年又率波士頓交響樂團訪華演出。當年時逢中華人民共和國與美國建交，鄧小平在中共十一屆三中全會後展開改革開放，小澤征尔成為率領第一支世界級交響樂團訪問中國的國際指揮家，重新打開了中國古典音樂的大門。
1995年1月23日，離開NHK交響樂團32年3個月後，小泽征尔重新站上該樂團的指揮台進行指揮，為阪神大地震的罹難者哀悼。
2002年后，小泽征尔成为維也納國家歌劇院的音乐总监。并指挥了2002年维也纳新年音乐会。
2006年2月1日，維也納國家歌劇院宣布，小泽征尔因為患上了肺炎和帶狀皰疹，已取消2006年的所有演出。2007年3月，小泽征尔復出，並在東京與他創立的野守歌劇團演出。
2007年底北京中國國家大劇院完工啓用，2008年12月31日，小澤征爾受邀指揮演出了該院的第一個新年音樂會。 
2010年1月7日，小泽征尔宣佈他患有食道癌，將有六個月暫別他的音樂活動，以專心養病。2010年8月1日，小泽征尔在食道癌手术后复出，重返乐坛并公开排练。
2024年2月6日，小澤征爾因心力衰竭在日本東京家中去世，享壽88歲。

## 作品

### 著作
- 《我的游学随笔》 （ボクの音楽武者修行）：新潮社，1980年，ISBN 4-10-122801-9
- 《音乐》：与武满彻合作，新潮社，1984年，ISBN 4-10-122803-5
- 《与小泽征尔共度的午后音乐时光》（小澤征爾さんと、音楽について話）：与村上春树合作，新潮社，2011年，ISBN 4-10-353428-1

## 個人生活

### 家庭

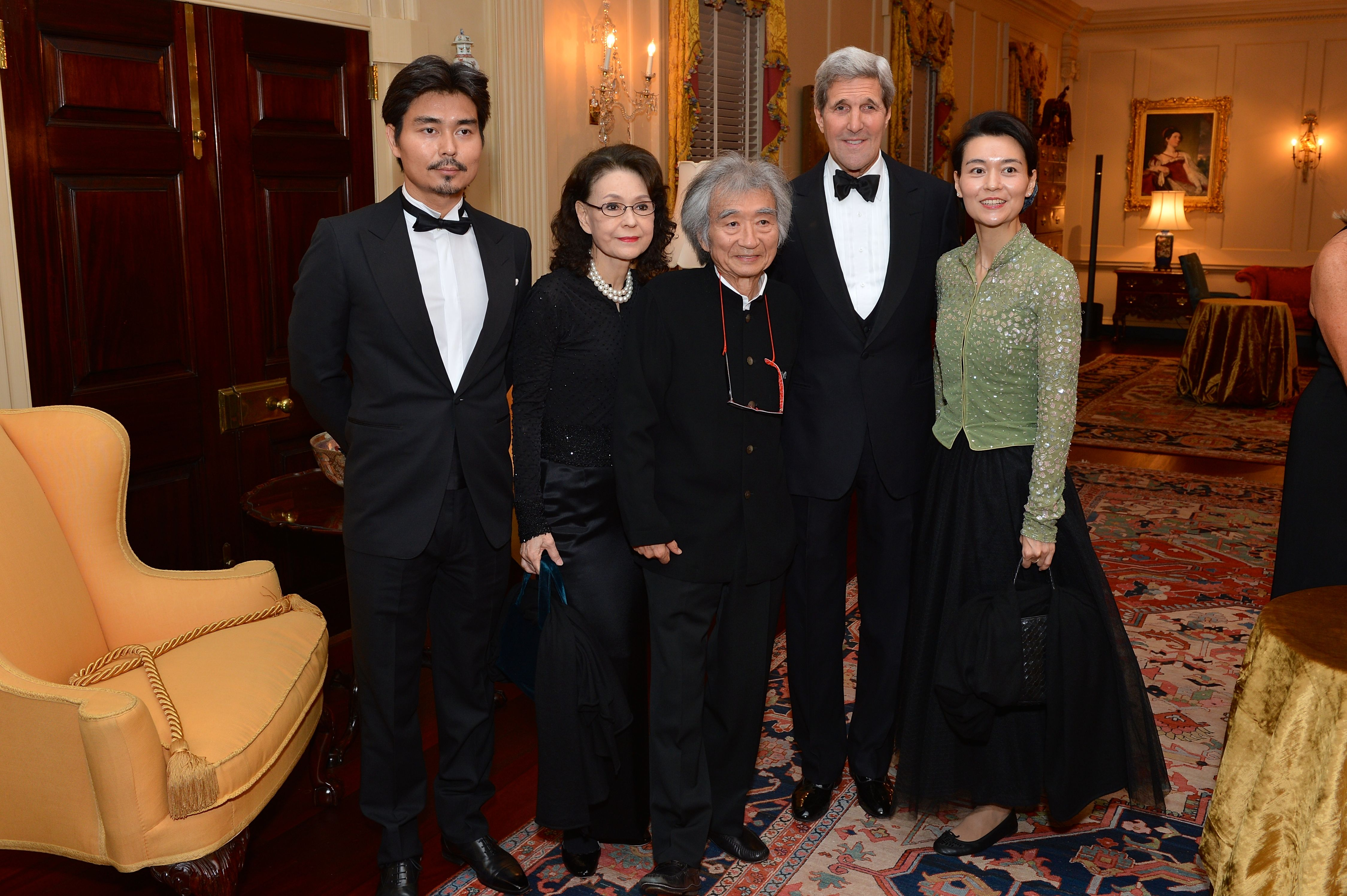
2015年，小澤征爾一家與美國國務卿约翰·克里合照，左起小澤征悅、入江美樹、小澤征爾、约翰·克里、小澤征良

小泽第一任妻子是钢琴家江户京子。他们于1962年结婚，四年后离婚。1968年小泽与模特及女演员入江美树结婚，入江是俄裔日本人，俄名Vera Irina；與小泽有两个孩子，大女儿小澤征良是散文家。小儿子小澤征悅，是演员。

## 軼事
- 在羅馬拼音中，小澤征爾的姓名“Ozawa Seiji”僅與科學家小川誠二“Ogawa Seiji”相差一個字。
- 2002年小泽执掌的维也纳新年音乐会，在传统的新年祝词环节中，待其他乐队成员以不同语言发表祝词后，小泽以汉语向观众问候新年好。